# Michael Shermer
Michael Shermer (född 8 september 1954 i Glendale, Kalifornien) är en vetenskapsförfattare, vetenskapshistoriker, grundare av The Skeptics Society, och redaktör för dess tidning Skeptic.
Shermer är också producent och programledare för TV-serien Exploring the Unknown, kåsör för tidskriften Scientific American. Han var tidigare fundamentalistiskt kristen, men är numera, enligt sin bok The Science of Good and Evil ateist och humanist.

## Biografi
Michael Shermer tog Bachelor of arts-examen från sin universitetsutbildning vid Pepperdine University 1976 i psykologi och biologi, och två år senare en Master of arts-examen från California State University i experimentell psykologi. Han tog sin doktorsgrad vid Claremont Graduate University i vetenskapshistoria 1991 med en uppsats om Alfred Russel Wallace och människans evolution.

## Författarskap
Shermer har skrivit flera böcker som försöker förklara den allestädes närvarande tron på irrationella eller obevisade fenomen. Why People Believe Weird Things handlar om flera udda idéer och grupper, inklusive kulter, i samma stil som skeptikern Martin Gardner. Han har ägnat hela böcker åt förintelseförnekelse (Denying History, skriven tillsammans med Alex Grobman), och tron på Gud (How We Believe).
I boken Why Darwin Matters: The Case Against Intelligent Design (2006) presenterar Shermer flera förklaringar till varför evolutionsteorin är ett viktigt vetenskapligt område, medan intelligent design inte är vetenskap över huvud taget, varför ID-anhängares kritik av evolutionsteorin är irrelevant, varför vetenskap inte kan bekräfta eller förneka religion, och varför kristna och konservativa borde anamma evolutionsteorin.

## Trivia
- Michael Shermer gjorde 2004 ett gästspel i ett avsnitt av Penn & Tellers TV-serie Bullshit! där han argumenterade för att bibeln var mytiskt berättande, och att bokstavlig tolkning av händelserna däri vore att missa poängen med Bibeln.[4] Hans hållning delades av seriens programledare, vars ateistiska ideologi är känd. Avsnittet i fråga, The Bible: Fact or Fiction?, försökte avfärda tanken på att Bibeln är ett empiriskt tillförlitligt historiskt dokument. Företrädare för motsatt sida i avsnittet var Dr Paul Maier, professor i historia vid Western Michigan University.
- Shermer är cykel-fantast och var tidigare en maratoncyklist. Han var med och grundade Race Across America och tävlade flera gånger. Han har producerat över ett halvdussin dokumentärer om cykling.